# Eishockey-Europameisterschaft der U18-Junioren 1990
Die 23. Eishockey-Europameisterschaft der U18-Junioren fand vom  4. bis 11. April 1990 in Schweden statt. Es wurde in den Städten Örnsköldsvik, Sollefteå und  Husum gespielt. Die Spiele der B-Gruppe wurden vom  21. bis 30. März 1990 in Gröden in Südtirol ausgetragen. Austragungsort der C-Gruppe war vom 8. bis 11. März 1990 Sofia in Bulgarien.

## A-Gruppe

### Vorrunde
Gruppe 1
| Spiele            | SWE  | URS  | POL  | BRD  | Tore  | Pkt. |
| ----------------- | ---- | ---- | ---- | ---- | ----- | ---- |
| 1. Schweden       |      | 3:1  | 11:4 | 9:2  | 23:07 | 6:0  |
| 2. UdSSR          | 1:3  |      | 7:0  | 14:1 | 22:04 | 4:2  |
| 3. Polen          | 4:11 | 0:7  |      | 8:6  | 12:24 | 2:4  |
| 4. BR Deutschland | 2:9  | 1:14 | 6:8  |      | 09:31 | 0:6  |

Gruppe 2
| Spiele              | TCH | FIN | NOR | SUI | Tore  | Pkt. |
| ------------------- | --- | --- | --- | --- | ----- | ---- |
| 1. Tschechoslowakei |     | 6:2 | 9:1 | 7:0 | 22:03 | 6:0  |
| 2. Finnland         | 2:6 |     | 7:2 | 6:0 | 15:08 | 4:2  |
| 3. Norwegen         | 1:9 | 2:7 |     | 8:4 | 11:20 | 2:4  |
| 4. Schweiz          | 0:7 | 0:6 | 4:8 |     | 04:21 | 0:6  |

### Endrunde
Für die Endrunde wurden die untereinander erzielten Ergebnisse aus der Vorrunde übernommen. Diese Resultate sind hier in Klammern dargestellt. Die Letzten der beiden Vorrunden-Gruppen ermittelten den Absteiger im Play-off-Modus.
Meisterrunde
| Spiele              | SWE    | URS   | TCH   | FIN   | NOR   | POL    | Tore  | Pkt.  |
| ------------------- | ------ | ----- | ----- | ----- | ----- | ------ | ----- | ----- |
| 1. Schweden         |        | (3:1) | 3:3   | 2:1   | 7:0   | (11:4) | 26:09 | 9:01  |
| 2. UdSSR            | (1:3)  |       | 5:2   | 9:1   | 12:5  | (7:0)  | 34:11 | 8:02  |
| 3. Tschechoslowakei | 3:3    | 2:5   |       | (6:2) | (9:1) | 13:2   | 34:13 | 7:03  |
| 4. Finnland         | 1:2    | 1:9   | (2:6) |       | (7:2) | 8:4    | 19:24 | 4:06  |
| 5. Norwegen         | 0:7    | 5:12  | (1:9) | (2:7) |       | 12:2   | 20:37 | 2:08  |
| 6. Polen            | (4:11) | (0:7) | 2:13  | 4:8   | 2:12  |        | 12:51 | 00:10 |

Abstiegsspiele
| BR Deutschland | 5:2 (0:1, 4:1, 1:0) | 1:4 (0:1, 1:2, 0:1) | 4:3 (3:1, 1:1, 0:1) | Schweiz |

### Europameistermannschaft: Schweden
| U18-Europameister Schweden | Rolf Wanhainen, Magnus Linqvist – Pierre Ivarsson, Stefan Nyman, Örjan Nilsson, Greger Artursson, Jakob Karlsson, Stefan Klockare, Carl Carlsson – Mikael Renberg, Jonas Höglund, Michael Nylander, Niklas Sundblad, Markus Näslund, Fredrik Jax, Roger Kyrö, Kristian Gahn, Torgny Löfgren, Mikael Persson, Stefan Ketola |

### Auszeichnungen
| Auszeichnung       | Spieler             | Team             |
| ------------------ | ------------------- | ---------------- |
| Top-Scorer         | Wjatscheslaw Koslow | UdSSR            |
| Bester Torhüter    | Rolf Wanhainen      | Schweden         |
| Bester Verteidiger | Ivan Droppa         | Tschechoslowakei |
| Bester Stürmer     | Wjatscheslaw Koslow | UdSSR            |

All-Star-Team
| Angriff:      | Sergei Scholtok – Stefan Ketola – Wjatscheslaw Koslow |
| Verteidigung: | Ivan Droppa – Darius Kasparaitis                      |
| Tor:          | Rolf Wanhainen                                        |

## B-Gruppe
| Spiele         | FRA  | ITA  | ROM | YUG | AUT | DEN  | NED  | ESP  | Tore  | Pkt.  |
| -------------- | ---- | ---- | --- | --- | --- | ---- | ---- | ---- | ----- | ----- |
| 1. Frankreich  |      | 3:2  | 1:1 | 6:1 | 5:3 | 5:5  | 14:3 | 17:1 | 51:16 | 12:02 |
| 2. Italien     | 2:3  |      | 5:5 | 7:3 | 6:0 | 9:6  | 6:2  | 10:1 | 45:20 | 11:03 |
| 3. Rumänien    | 1:1  | 5:5  |     | 5:5 | 4:2 | 5:2  | 6:1  | 8:5  | 34:21 | 11:03 |
| 4. Jugoslawien | 1:6  | 3:7  | 5:5 |     | 4:2 | 6:5  | 1:1  | 6:5  | 26:31 | 08:06 |
| 5. Österreich  | 3:5  | 0:6  | 2:4 | 2:4 |     | 4:2  | 7:3  | 7:2  | 25:26 | 06:08 |
| 6. Dänemark    | 5:5  | 6:9  | 2:5 | 5:6 | 2:4 |      | 2:1  | 12:3 | 34:33 | 05:09 |
| 7. Niederlande | 3:14 | 2:6  | 1:6 | 1:1 | 3:7 | 1:2  |      | 5:4  | 16:40 | 03:11 |
| 8. Spanien     | 1:17 | 1:10 | 5:8 | 5:6 | 2:7 | 3:12 | 4:5  |      | 21:65 | 00:14 |

### Auszeichnungen
| Auszeichnung       | Spieler           | Team       |
| ------------------ | ----------------- | ---------- |
| Top-Scorer         | Roland Ramoser    | Italien    |
| Bester Torhüter    | Vasilică Zaharia  | Rumänien   |
| Bester Verteidiger | Sébastian Marquet | Frankreich |
| Bester Stürmer     | Roland Ramoser    | Italien    |

## C-Gruppe
| Spiele            | DDR  | HUN | GBR  | BUL  | Tore  | Pkt. |
| ----------------- | ---- | --- | ---- | ---- | ----- | ---- |
| 1. DDR            |      | 9:4 | 10:0 | 16:0 | 35:04 | 6:0  |
| 2. Ungarn         | 4:9  |     | 7:1  | 5:4  | 16:14 | 4:2  |
| 3. Großbritannien | 0:10 | 1:7 |      | 6:3  | 07:20 | 2:4  |
| 4. Bulgarien      | 0:16 | 4:5 | 3:6  |      | 07:27 | 0:6  |

### Auszeichnungen
| Auszeichnung       | Spieler         | Team   |
| ------------------ | --------------- | ------ |
| Top-Scorer         | Matthias Starke | DDR    |
| Bester Torhüter    | Tamás Szabó     | Ungarn |
| Bester Verteidiger | Ronny Martin    | DDR    |
| Bester Stürmer     | Steffen Ziesche | DDR    |

Die Junioren-Mannschaft der  DDR konnte nach mehr als 20 Jahren ins Turniergeschehen zurückkehren, nachdem der dortige Leistungssportbeschluss aufgehoben war. Den Aufstieg in die B-Gruppe nahm sie im Zuge der  politischen Veränderungen nicht mehr wahr.